# Jackson Hurst
Jackson Ryan Hurst (* 17. Februar 1979 in Houston, Texas) ist ein US-amerikanischer Schauspieler, der vor allem durch seine Rolle in der Serie Drop Dead Diva bekannt wurde.

## Leben
Jackson Hurst wuchs mit seinen zwei Brüdern in Houston auf. Er studierte an der Baylor University in Waco. Nach seinem Abschluss arbeitete er fünf Jahre für die Citigroup in Dallas.
Seine erste Fernsehrolle hatte Hurst mit 27 Jahren in einer Folge der Serie Inspector Mom. 2007 hatte er eine Rolle im Film Der Nebel inne. Nach einem Auftritt in der Serie The Closer erhielt Hurst 2009 seine erste Hauptrolle. In der Lifetime-Serie Drop Dead Diva verkörperte er zwischen 2009 und 2014 in insgesamt 77 Folgen den Grayson Kent. Neben seinem Engagement bei Drop Dead Diva war er noch in den Serie Navy CIS, Prime Suspect, Unforgettable und Scandal zu sehen.
Am 6. Juni 2014 heiratete Hurst die Schauspielerin Stacy Stas in Kalifornien.

## Filmografie (Auswahl)
- 2006: Inspector Mom (Fernsehserie, Folge 1x03)
- 2007: Cleaner
- 2007: Have Dreams, Will Travel
- 2007: Der Nebel (The Mist)
- 2009: The Closer (Fernsehserie, Folge 5x15)
- 2009–2014: Drop Dead Diva (Fernsehserie, 77 Folgen)
- 2010: Navy CIS (NCIS, Fernsehserie, Folge 8x05)
- 2011: Prime Suspect (Fernsehserie, Folge 1x03)
- 2012: Unforgettable (Fernsehserie, 3 Folgen)
- 2012: Scandal (Fernsehserie, Folge 2x01)
- 2015: Castle (Fernsehserie, Folge 7x12)
- 2016: Day of Reckoning
- 2016–2017: Navy CIS: L.A. (Fernsehserie, 4 Folgen)
- 2018: 9-1-1: Notruf L.A. (9-1-1, Fernsehserie, Episode 1x08)
- 2018: Sharp Objects (Miniserie, 4 Episoden)